# Кеке Палмер
Лорен Кейяана Кеке Палмер (англ. Lauren Keyana Keke Palmer; нар. 26 серпня 1993) — американська акторка та співачка.

## Раннє життя
Народилася 26 серпня 1993-го року в містечку Гарві штату Іллінойс в США. З дитинства захоплювалася співом і акторською грою. У п'ять років почала співати в церковному хорі, виконавши композицію під назвою «Ісус любить мене». Через рік отримала першу сольну роль в одній з дитячих п'єс. Попри те, що її справжньою пристрастю завжди була музика, вона стала робити помітні успіхи і на кінематографічному терені. Продюсери, помітивши талант, переконали її батьків переїхати до Каліфорнії, щоб Кеке могла брати участь у кастингах на різні ролі.
Хобі: спілкування з подругами, книги британських письменників. Улюбленим актором вважає Вільяма Мейсі.

## Кар'єра
Кар'єру в кінематографі Палмер почала з епізодичних ролей у різних серіалах. На великому екрані вона вперше з'явилася в картині «Перукарня 2: Знову в справі», зігравши племінницю героїні Квін Латіфа. З виходом у прокат цього фільму критика заговорила про талант юної Палмер, і вона почала отримувати цікаві пропозицій. Вона зіграла в таких стрічках, як «Випробування Акіли», «Стрибай з нами» і «Чистильник». Серед її робіт фільми «Психоаналітик» і «Медея у в'язниці».
Знімалася в серіалі «Королеви крику».

## Фільмографія
| Рік  |    | Українська назва                             | Оригінальна назва                         | Роль                             |
| ---- | -- | -------------------------------------------- | ----------------------------------------- | -------------------------------- |
| 2004 | ф  | Перукарня 2: Знов у справі                   | Barbershop 2: Back in Business            | племінниця Джини                 |
| 2006 | ф  |                                              | Akeelah and the Bee                       | Акіла Андерсон                   |
| 2006 | ф  |                                              | Madea's Family Reunion                    | Ніккі Грейді                     |
| 2007 | ф  | Чистильник                                   | Cleaner                                   | Роуз Кателер                     |
| 2008 | ф  | Аутсайдери                                   | The Longshots                             | Жасмін Пламмер                   |
| 2009 | ф  | Психоаналітик                                | Shrink                                    | Джемма                           |
| 2012 | мф | Льодовиковий період 4: Континентальний дрейф | Ice Age: Continental Drift                | Персик (голос)                   |
| 2012 | ф  |                                              | Joyful Noise                              | Олівія Гілл                      |
| 2012 | мф | Клуб Вінкс: Таємниця загубленого королівства | Winx Club: The Secret of the Lost Kingdom | Аїша (голос, англійський дубляж) |
| 2013 | мф | Клуб Вінкс: Чарівна пригода                  | Winx Club 3D: Magical Adventure           | Аїша (голос, англійський дубляж) |
| 2014 | ф  |                                              | Animal                                    | Аліса                            |
| 2014 | ф  |                                              | Imperial Dreams                           | Самаара                          |
| 2015 | ф  |                                              | Brotherly Love                            | Джекі                            |
| 2016 | мф | Льодовиковий період: Курс на зіткнення       | Ice Age: Collision Course                 | Персик (голос)                   |
| 2018 | ф  |                                              | Pimp                                      | Венсдей                          |
| 2019 | ф  | Шахрайки з Волл-стріт                        | Hustlers                                  | Мерседес                         |
| 2020 | ф  |                                              | 2 Minutes of Fame                         | Скай                             |
| 2022 | ф  |                                              | Alice                                     | Еліс                             |
| 2022 | мф | Лайтер                                       | Lightyear                                 | Іззі Готорн (голос)              |
| 2022 | ф  | Ноу                                          | Nope                                      | Джилл Гейвуд                     |
| 2023 | ф  |                                              | Being Mortal                              |                                  |

## Дискографія
| Рік  | Назва альбому |
| ---- | ------------- |
| 2007 | So Uncool     |
| 2010 | TBA           |
| 2012 | Rags Cast     |